# Parornix concussa
Parornix concussa är en fjärilsart som först beskrevs av Edward Meyrick 1933.  Parornix concussa ingår i släktet Parornix och familjen styltmalar. Inga underarter finns listade i Catalogue of Life.